# Braja

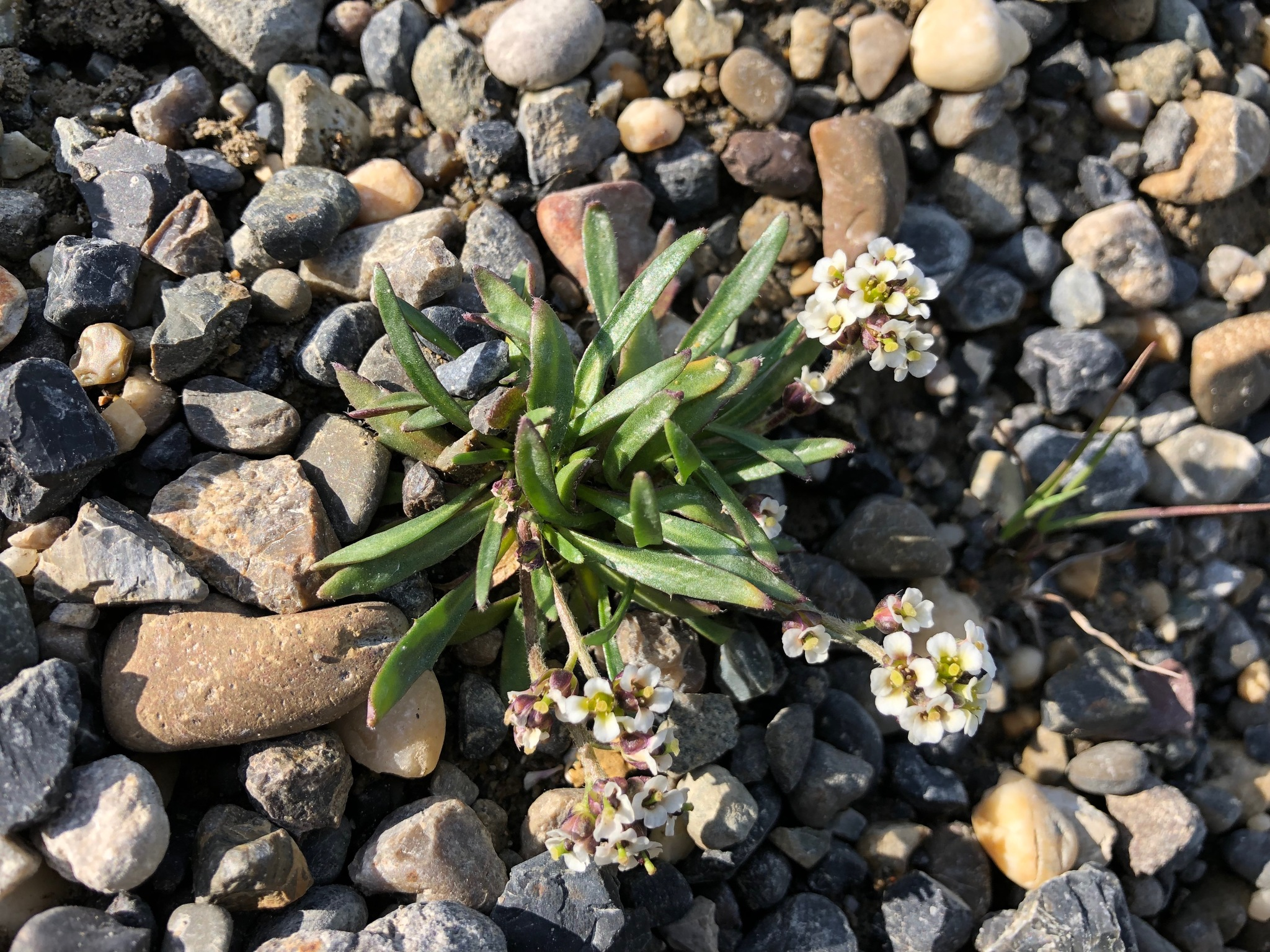
Braya purpurascens

Braja (Braya Sternb. & Hoppe) – rodzaj roślin należący do rodziny kapustowatych. Obejmuje 22 gatunki. Rośliny te rosną na półkuli północnej w strefie okołoarktycznej oraz na obszarach górskich. W Europie rosną 3 gatunki w Alpach, na Półwyspie Skandynawskim i w północnej Rosji. W Ameryce Północnej występuje 7 gatunków w północnej części kontynentu, schodząc na południe wzdłuż Gór Skalistych do Kolorado. Pozostałe gatunki obecne są w Azji na rozległych obszarach na północy i w górach Azji Środkowej po Himalaje.
Nazwa rodzaju upamiętnia Franza Gabriela de Braya (1765–1832), francuskiego ambasadora w Bawarii i botanika.

## Morfologia
PokrójByliny z korzeniem palowym, zwykle owłosione, czasem szczeciniasto, rzadziej nagie. Włoski rozwidlone i silniej rozgałęzione wymieszane zwykle z włoskami prostymi. Łodygi rozgałęzione lub nie, ścielące się lub podnoszące.
LiścieOdziomkowe skupione w rozecie przyziemnej i łodygowe, ogonkowe lub górne (rzadko występujące) czasem siedzące. Blaszka całobrzega, ząbkowana, falista, rzadziej pojedynczo, pierzasto klapowana.
KwiatyZebrane w grono. Działki kielicha u niektórych gatunków trwałe. Płatki korony 4, białe do fioletowych, rzadko jasnożółte, jajowate, lancetowate lub łopatkowate, dłuższe mniej lub bardziej od działek, z paznokciem lub bez. Pręcików 6, czterosilnych, z podługowatymi pylnikami, z czterema miodnikami u nasady. Zalążnia górna z 4–26 zalążkami, zwieńczona krótką szyjką słupka na szczycie z rozwidlonym znamieniem.
OwoceŁuszczyny i łuszczynki, od równowąskich i walcowatych po jajowate do kulistych, obłe, poskręcane lub z przewężaniami, nagie lub owłosione, wzniesione do odstających. Szypułki wyraźnie cieńsze niż owoce. Grona u niektórych gatunków wydłużają się w czasie owocowania, u innych nie.

## Systematyka
Pozycja systematyczna
Rodzaj należy do rodziny kapustowatych (Brassicaceae), a w jej obrębie do plemienia Euclidieae.
Wykaz gatunków
- Braya alpina Sternb. & Hoppe – braja alpejska[5]
- Braya fengii (Al-Shehbaz) Al-Shehbaz & D.A.German
- Braya fernaldii Abbe
- Braya gamosepala (Hedge) Al-Shehbaz & Warwick
- Braya glabella Richardson
- Braya humilis (C.A.Mey.) B.L.Rob.
- Braya linearis Rouy
- Braya longii Fernald
- Braya pamirica (H.Karst.) O.Fedtsch.
- Braya parvia (C.H.An) Al-Shehbaz & D.A.German
- Braya piasezkii (Maxim.) Al-Shehbaz & D.A.German
- Braya pilosa Hook.
- Braya purpurascens (R.Br.) Bunge ex Ledeb.
- Braya qingshuiheense (Y.Q.Ma & Zong Y.Zhu) Al-Shehbaz & D.A.German
- Braya rosea Bunge
- Braya scharnhorstii Regel & Schmalh.
- Braya sichuanica Al-Shehbaz
- Braya siliquosa Bunge
- Braya stigmatosa (Franch.) Al-Shehbaz & D.A.German
- Braya thomsonii Hook.f.
- Braya thorild-wulffii Ostenf.
- Braya tibetica Hook.f. & Thomson